# Nonhuman Rights Project
Le Nonhuman Rights Project est une organisation américaine à but non lucratif qui cherche à modifier le statut juridique de certains animaux non-humains et à leur faire reconnaître le droit à la liberté (droit à ne pas être emprisonné) et le droit à l'intégrité physique (droit à ne pas être l'objet d'expériences), en les faisant passer de la catégorie des biens à celle des personnes. Les activités du Nonhuman Rights Project se concentrent sur des poursuites dans divers états américains. L'organisme base ses arguments sur les preuves scientifiques concernant la conscience de soi et l'autonomie chez les animaux non-humains. La campagne de poursuites en justice a été développée principalement par une équipe d'avocats, de conseillers juridiques et de bénévoles en fonction des précédents judiciaires existants. La première poursuite intentée par le projet commença en décembre 2013, au nom de quatre chimpanzés tenus en captivité dans l'état de New York. À la fin de 2014, le président de l'organisation, Steven M. Wise et sa directrice exécutive Natalie Prosin ont annoncé que le projet étendrait ses travaux à l'extérieur des États-Unis, en commençant par la Suisse, l'Argentine, le Royaume-Uni, l'Espagne, le Portugal et l'Australie.

## Histoire
Fondé par l'avocat Steven M. Wise, le Nonhuman Rights Project a commencé en 2007 comme un projet du Center for the Expansion of Fundamental Rights . En 2012, ce centre a officiellement changé son nom pour le nom de l'organisme actuel.

## Mission et objectifs
La mission de l'organisme est de changer le statut de certains animaux non-humains, à travers le système judiciaire et l'éducation, en les faisant passer de la catégorie des choses sujettes à aucun droit légal, à la catégorie des personnes qui possèdent des droits fondamentaux tels que le droit à l'intégrité physique, le droit à la liberté, etc. À cette fin, le Nonhuman Rights Project se fixe les objectifs intermédiaires suivants:
1. Convaincre les tribunaux d'un état des États-Unis de déclarer qu'un animal non-humain spécifique est une personne morale qui possède les capacités requises pour posséder des droits légaux.
2. Persuader les tribunaux des États-Unis de reconnaître davantage de droits à n'importe quel animal non-humain déclaré comme étant une personne légale.
3. Persuader les tribunaux des États-Unis que certains animaux non-humains possèdent les capacités nécessaires pour avoir des droits légaux et qu'ils doivent leur être accordés en conséquence.
4. Éduquer la profession juridique et judiciaire à propos des enjeux juridiques, sociaux, historiques et politiques sur lesquels travaille l'organisation.
5. Communiquer au public et aux médias la mission de l'organisation et de les convaincre de la justice de la cause défendue par le Nonhuman Rights Project.
6. Éduquer les tribunaux, les avocats, les médias et le public sur l'état des connaissances actuelles sur les capacités mentales des animaux non-humains qui sont, ou qui pourraient être plaignants dans le cadre des poursuites intentées par l'organisme .

## Revendications juridiques

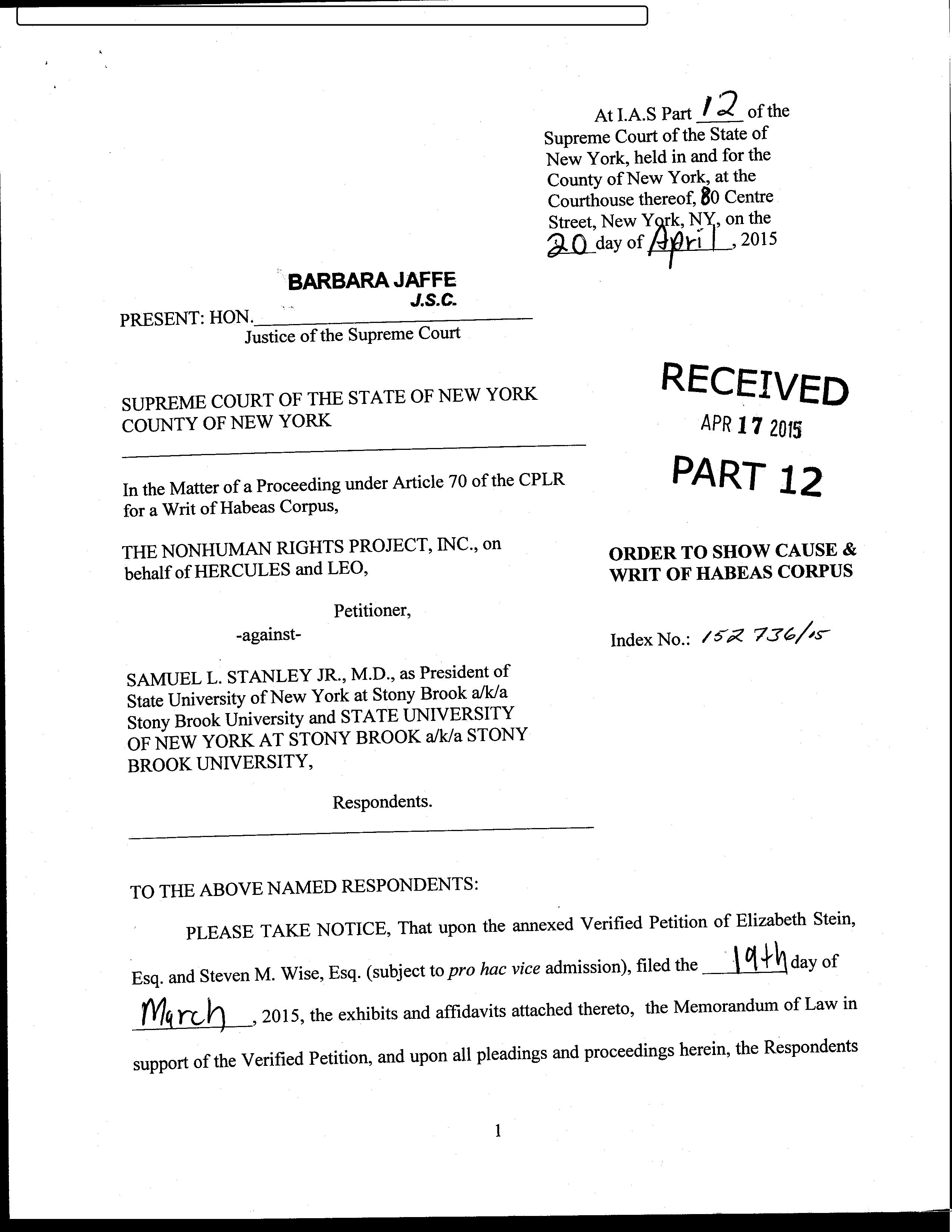
Document juridique.

L'organisme soutient que les animaux non-humains dotés de conscience de soi selon les preuves scientifiques, comme les grands singes, les éléphants, les dauphins et les baleines, doivent être reconnus comme des personnes morales par la loi, et avoir le droit fondamental à la liberté corporelle. Il n'y aurait rien dans le droit qui suggère que seuls les êtres humains peuvent être des personnes et certains animaux correspondent aux critères que les tribunaux ont utilisé par le passé pour reconnaître une personnalité légale, par exemple aux corporations. Selon le Nonhuman Rights Project, tous les animaux non-humains sont considérés simplement comme des propriétés, c'est-à-dire des choses au sens légal, incapables d'avoir des droits. 
Les procédures légales entreprises par le Nonhuman Rights Project au nom d'animaux non-humains s'inspirent en partie de l'affaire Somersett. En 1772, Lord Chef de la Justice d'Angleterre William Murray signe une demande d'habeas corpus au nom de l'esclave James Somersett, ce qui entraîna sa libération[à développer]. Selon Nonhuman Rights Project, il s'agissait de la première fois qu'un esclave humain était considéré légalement comme une personne pouvant demander l'habeas corpus.

## Résultats
Le 14 juin 2022, la cour d'appel de l'état de New York a jugé que les animaux non-humains n'ont aucun droit constitutionnel, refusant d'accorder l'habeas corpus à un éléphant nommé Happy, qui était représenté par le Nonhuman Rights Project,.

## Film Documentaire
En 2016, Chris Hegedus et D.A. Pennebaker ont réalisé le documentaire Unlocking the cage, centré sur la campagne menée par l'organisme entre 2013 et 2015.

### Site officiel
- Nonhuman Rights Project